# 紐約地鐵4號線
4號萊辛頓大道快車（英語：Lexington Avenue Express），又稱紐約地鐵4號線，是紐約地鐵A分部的一條路線。由於該線使用IRT萊辛頓大道線通過曼哈頓主要地區，因此其路線徽號為綠色。
4號線列車在任何時間都營運。平日日間列車營運布朗克斯的伍德羅恩和皇冠高地的猶提他大道，在布朗克斯以慢車行駛，但在曼哈頓和布魯克林則以快車行駛，繁忙時段有限度服務延長至新地段大道。繁忙時段的尖峰方向，4號線列車將跳過138街-大廣場車站。深夜和週末的列車延長至東紐約的新地段大道，以取代紐約地鐵3號線。週末日間在布朗克斯也有營運，同樣在曼哈頓以快車營運。平日深夜全線以慢車行駛。到1983年為止，繁忙時段的4號線列車都前往布魯克林的夫拉特布殊大道-布魯克林學院。

## 歷史
| 原初R12至R36的標誌 |

| 1967年11月26日至1979年6月標誌 |

IRT萊辛頓大道線延長至42街-大中央總站以北期間，1917年6月2日起即有接駁高架列車行走IRT傑羅姆大道線（當時只來往東149街-大廣場及王橋路）。1918年4月15日，接駁列車延長至伍德羅恩。另一個接駁列車在1918年7月17日由149街-大廣場開往大中央總站。
1918年8月1日，整條傑羅姆大道線及萊辛頓大道線完工，42街前往百老匯-第七大道線的連接線拆除。列車開始來往伍德羅恩和滾球綠地。
1921年12月11日，萊辛頓大道-傑羅姆大道地鐵列車開始在任何時候都運行至167街以北，取代尖峰時段運行至伍德羅恩的高架列車，但從此在非繁忙時段以167街為總站。
1925年11月4日起，尖峰時段4號線列車由大西洋大道延長至皇冠高地-猶提卡大道。兩年後的1927年12月5日，平日黃昏列車也延長至猶提卡大道。1928年，4號線列車日間也運行至猶提卡大道。
截至1934年，4號線列車在平日繁忙時段和週六早上尖峰和下午由伍德羅恩運行至猶提卡大道，平日日間、週六早上尖峰後及深夜運行至大西洋大道，黃昏及週日運行至南碼頭。除深夜時間，列車在曼哈頓和布魯克林以快車運行。這是首次6號線成為佩勒姆灣公園及125街-萊辛頓大道的佩勒姆接駁線。
1946年5月10日起，所有4號線列車在深夜期間以快車營運，班次為12分鐘，在那期間6號線列車回到布魯克林大橋。之前4號線列車由凌震12時半至5時半以慢車營運。此時4號線列車以大西洋大道為總站。
1946年12月16日起，列車在深夜期間由大西洋大道延長至新地段大道，在大西洋大道及富蘭克林大道之間以快車運行。
紐約市交通局，紐約市公共運輸局的前身開始引入R12型列車以取老舊車輛。這些車輛上，舊IRT路線以數字顯示。萊辛頓-傑羅姆列車獲安排為4號線。到了1964年，所有車輛都帶有路線號碼。
1950年期間，週六早上列車縮短至南碼頭。
1950年12月15日起，四班4號線列車在繁忙時段開始在IRT諾斯特蘭大道線營運至夫拉特布什大道。同時，平日日間列車由大西洋大道縮短至南碼頭。另外在1952年1月18日，4號線平日日間往大西洋大道列車恢復營運。
1954年3月19日，布魯克林的深夜列車開始停靠所有車站，但在1956年6月29日在大西洋大道和富蘭克林大道之間恢復以快車營運。
1957年5月3日，平日繁忙時段往夫拉特布什大道的列車停運，與此同時，晚上、週六和週日下午列車延長至猶提卡大道，週日早上列車延長至大西洋大道。
1960年3月1日起，深夜4號線列車恢復在曼哈頓停靠所有車站，也是首次4號線和6號線深夜時段在曼哈頓同時以慢車營運。這個安排在1965年10月17日結束，4號線深夜時段在曼哈頓以快車營運。
1960年4月8日起，幾乎所有早上繁忙時段的4號線列車都開往夫拉特布什大道，而黃昏繁忙時段的4號線列車交替來往夫拉特布什和猶提卡大道。平日黃昏和深夜時4號線也開往夫拉特布什大道，停靠布魯克林的所有車站。
1967年11月26日，沿曼哈頓大橋的克里斯蒂街連接主要部分啟用，4號線列車根據第一個顏色方案是洋紅色。路線引入顏色是希望統一標誌和命名。
到了1972年，4號線列車開始在平日繁忙時段尖峰方向跳過138街，並一直持續（早上往曼哈頓，黃昏由曼哈頓回程）。當時，4號線任何時候都直達大西洋大道，但在繁忙時段在布魯克林沿東公園道以快車延長至猶提卡大道。部分4號線列車在尖峰時段也在大西洋大道至富蘭克林大道之間以快車營運至夫拉特布什大道，深夜列車則繼續停靠布魯克林所有車站到夫拉特布什大道。
1976年5月23日，週日早上列車延長至猶提卡大道，在布魯克林以快車營運。
1980年1月13日，所有4號線列車深夜時段在曼哈頓恢復慢車營運，取代6號線，6號線成為來往125街和佩勒姆灣公園之間的佩勒姆接駁線。這導致15,000名乘客受影響，並且由於沒有舉行公聽會而遭到曼哈頓區長安德魯·斯泰因猛烈抨擊。6號線深夜往布魯克林大橋列車在1999年10月3日恢復營運，4號線在深夜繼續以慢車營運。
1983年7月10日起，所有4號線列車都以猶提卡大道為總站，但平日日間列車只到大西洋大道，深夜和週日早上的深夜列車則開往新地段大道。1988年8月29日，開始採用現時的服務方式，平日日間4號線列車也開至猶提卡大道，5號線列車改以滾球綠地為總站以騰出空間（5號線後來一同延長至夫拉特布什大道，直至晚上8時45分，與2號線平日相同）。2000年4月，4號線日間列車由猶提卡大道縮短至大西洋大道。

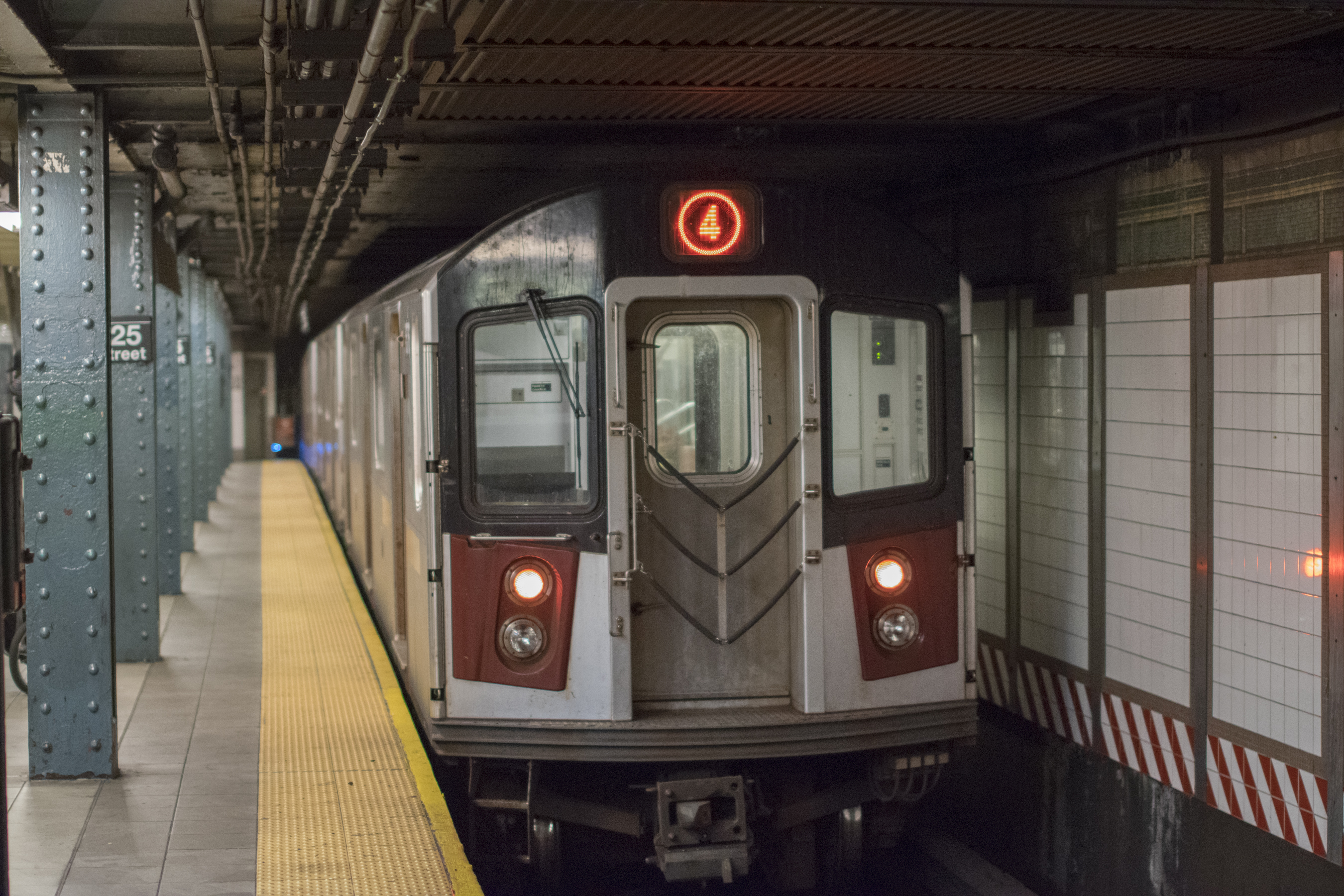
往布朗克斯的4號線R142A型列車離開125街

2009年6月8日至2009年6月26日期間，紐約市公共運輸局進行了一個傑羅姆大道快車的先導計劃。平日早上繁忙時段有四班列車由伍德羅恩開始停靠莫肖盧園道、伯恩賽德大道及149街-大廣場車站，並在曼哈頓和布魯克林恢復正常停靠。
2009年7月6日，特定開往布朗克斯的4號線列車開始以快車由167街開往伯恩賽德大道的總站，再回廠至傑羅姆車廠。
2009年10月26日，另一列4號線快車先導計劃開始執行，一直運行至2009年12月11日。此計劃與6月的相同，但是快車停靠貝德福德公園林蔭路-雷曼學院車站。
為了維修颶風桑迪為克拉克街隧道帶來的損毀，2017年6月17日至2018年6月24日間的週末，4號線在週末延長至新地段大道，在布魯克林的內文斯街車站以南以慢車營運，取代3號線。

## 路線

### 服務形式
以下表格顯示4號線所使用路線，特定時段在有陰影的格的路段內營運：
| 路線                    | 起點                  | 終點                | 軌道 | 時段             | 時段 | 時段     | 時段 |
| 路線                    | 起點                  | 終點                | 軌道 | 除深夜外所有時段 | 深夜 | 繁忙時段 |      |
| ----------------------- | --------------------- | ------------------- | ---- | ---------------- | ---- | -------- | ---- |
| IRT傑羅姆大道線（全線） | 伍德羅恩              | 149街-大廣場        | 慢車 |                  |      |          |      |
| IRT傑羅姆大道線（全線） | 138街-大廣場          |                     | 慢車 |                  |      |          |      |
| IRT萊辛頓大道線（全線） | 125街                 | 布魯克林大橋-市政府 | 快車 |                  |      |          |      |
| IRT萊辛頓大道線（全線） | 125街                 | 布魯克林大橋-市政府 | 慢車 |                  |      |          |      |
| IRT萊辛頓大道線（全線） | 福爾頓街              | 滾球綠地            | 全部 |                  |      |          |      |
| 傑拉雷曼街隧道          |                       |                     | 全部 |                  |      |          |      |
| IRT東公園道線（全線）   | 區公所                | 內文斯街            | 快車 |                  |      |          |      |
| IRT東公園道線（全線）   | 大西洋大道-巴克萊中心 | 皇冠高地-猶提卡大道 | 快車 |                  |      |          |      |
| IRT東公園道線（全線）   | 大西洋大道-巴克萊中心 | 皇冠高地-猶提卡大道 | 慢車 |                  |      |          |      |
| IRT新地段線（全線）     | 蘇特大道-魯特蘭路     | 新地段大道          | 全部 | 有限度服務       |      |          |      |

### 車站
更詳細的車站列表參見上方列出的路線。
| 車站服務圖例                           | 車站服務圖例                           |
| -------------------------------------- | -------------------------------------- |
| 任何時候停站                           | 任何時候停站                           |
| 任何時候停站（深夜除外）               | 任何時候停站（深夜除外）               |
| 僅深夜停站                             | 僅深夜停站                             |
| 僅深夜和週末停站                       | 僅深夜和週末停站                       |
| 僅平日停站                             | 僅平日停站                             |
| 任何時候停站（繁忙時段的尖峰方向除外） | 任何時候停站（除時段的方向外）         |
| 僅繁忙時段停站                         | 僅時段停站                             |
| 僅繁忙時段的尖峰方向停站               | 僅繁忙時段的尖峰方向停站（有限度服務） |
| 時段資料                               |                                        |
|                                        |                                        |
| 無障礙設施                             | 車站符合ADA標準                        |
| ↑                                      | 車站在指定方向符合ADA標準              |
| ↓                                      | 車站在指定方向符合ADA標準              |
|                                        | 升降機只到夾層                         |

| 紐約地鐵4號線車站列表                    |                                        |                                |          |                | |                                                                 |
| 4號線列車                                | 4號線列車                              | 中文站名                       | 英文站名 | 無障礙設施     | 轉乘 | 連接及備註                                                      |
| 布朗克斯                                 |                                        |                                |          |                | |                                                                 |
| 傑羅姆大道線                             |                                        |                                |          |                | |                                                                 |
| 任何時候停站                             | 任何時候停站                           | 伍德羅恩                       |          |                | |                                                                 |
| 任何時候停站                             | 任何時候停站                           | 莫肖盧公園道                   |          |                | |                                                                 |
| 任何時候停站                             | 任何時候停站                           | 貝德福德公園林蔭路-雷曼學院    |          |                | | 部分南行繁忙時段列車在此開出 部分北行黃昏繁忙時段列車以此為總站 |
| 任何時候停站                             | 任何時候停站                           | 王橋路                         |          |                | | 部分南行黃昏繁忙時段列車在此開出                                |
| 任何時候停站                             | 任何時候停站                           | 福德漢姆路                     |          | 無障礙設施     | | Bx12選擇巴士服務                                                |
| 任何時候停站                             | 任何時候停站                           | 183街                          |          |                | |                                                                 |
| 任何時候停站                             | 任何時候停站                           | 伯恩賽德大道                   |          |                | | 部分北行繁忙時段列車以此為總站                                  |
| 任何時候停站                             | 任何時候停站                           | 176街                          |          |                | | 以伯恩賽德為總站的列車不停靠                                    |
| 任何時候停站                             | 任何時候停站                           | 伊甸山大道                     |          |                | | 以伯恩賽德為總站的列車不停靠                                    |
| 任何時候停站                             | 任何時候停站                           | 170街                          |          |                | | 以伯恩賽德為總站的列車不停靠                                    |
| 任何時候停站                             | 任何時候停站                           | 167街                          |          |                | |                                                                 |
| 任何時候停站                             | 任何時候停站                           | 161街-洋基體育場               |          | 無障礙設施     | B D （IND跨城線） | Bx6選擇巴士服務                                                 |
| 任何時候停站                             | 任何時候停站                           | 149街-大廣場                   |          |                | 2 5 （IRT白原路線） |                                                                 |
| 任何時候停站（繁忙時段的尖峰方向除外）   | 任何時候停站（繁忙時段的尖峰方向除外） | 138街-大廣場                   |          |                | 5 |                                                                 |
| 曼哈頓                                   |                                        |                                |          |                | |                                                                 |
| 萊辛頓大道線                             |                                        |                                |          |                | |                                                                 |
| 任何時候停站                             | 任何時候停站                           | 125街                          |          | 無障礙設施     | 5 6 <6> | 大都會北方鐵路，哈萊姆-125街 M60選擇巴士服務往拉瓜迪亞機場      |
| 僅深夜停站                               | 僅深夜停站                             | 116街                          |          |                | 6 |                                                                 |
| 僅深夜停站                               | 僅深夜停站                             | 110街                          |          |                | 6 |                                                                 |
| 僅深夜停站                               | 僅深夜停站                             | 103街                          |          |                | 6 |                                                                 |
| 僅深夜停站                               | 僅深夜停站                             | 96街                           |          |                | 6 |                                                                 |
| 任何時候停站                             | 任何時候停站                           | 86街                           |          |                | 5 6 <6> | M86選擇巴士服務                                                 |
| 僅深夜停站                               | 僅深夜停站                             | 77街                           |          |                | 6 | M79選擇巴士服務                                                 |
| 僅深夜停站                               | 僅深夜停站                             | 68街-亨特學院                  |          |                | 6 |                                                                 |
| 任何時候停站                             | 任何時候停站                           | 59街                           |          |                | 5 6 <6> N R W （BMT百老匯線） 使用MetroCard出站轉乘：F <F> N Q R （63街線，萊辛頓大道-63街）                               | 羅斯福島纜車                                                    |
| 僅深夜停站                               | 僅深夜停站                             | 51街                           |          | 無障礙設施     | |                                                                 |
| 任何時候停站                             | 任何時候停站                           | 大中央-42街                    |          | 無障礙設施     | 5 6 <6> 7 <7> （IRT法拉盛線） S （42街接駁線）                                                                             | 大都會北方鐵路，大中央總站                                      |
| 僅深夜停站                               | 僅深夜停站                             | 33街                           |          |                | 6 |                                                                 |
| 僅深夜停站                               | 僅深夜停站                             | 28街                           |          | ↓              | 6 | 車站只有南行方向符合ADA標準，升降機停運中                       |
| 僅深夜停站                               | 僅深夜停站                             | 23街                           |          | 無障礙設施     | 6 | M23選擇巴士服務                                                 |
| 任何時候停站                             | 任何時候停站                           | 14街-聯合廣場                  |          | 升降機只到夾層 | 5 6 <6> L （BMT卡納西線） N Q R W （BMT百老匯線）                                                                          |                                                                 |
| 僅深夜停站                               | 僅深夜停站                             | 阿斯托廣場                     |          |                | 6 |                                                                 |
| 僅深夜停站                               | 僅深夜停站                             | 布利克街                       |          | 無障礙設施     | 6 D F （IND第六大道線，百老匯-拉法葉街）                                                                                   |                                                                 |
| 僅深夜停站                               | 僅深夜停站                             | 泉街                           |          |                | 6 |                                                                 |
| 僅深夜停站                               | 僅深夜停站                             | 堅尼街                         |          | 無障礙設施     | 6 N Q （BMT百老匯線） J （BMT納蘇街線）                                                                                    |                                                                 |
| 任何時候停站                             | 任何時候停站                           | 布魯克林大橋-市政府            |          | 無障礙設施     | 5 6 <6> J Z （BMT納蘇街線，錢伯斯街）                                                                                      |                                                                 |
| 任何時候停站                             | 任何時候停站                           | 福爾頓街                       |          | 無障礙設施     | 5 2 3 （IRT百老匯-第七大道線） A C （IND第八大道線） J Z （BMT納蘇街線） 經戴伊街行人道連往N R W （BMT百老匯線），科特蘭街 |                                                                 |
| 任何時候停站                             | 任何時候停站                           | 華爾街                         |          |                | 5 |                                                                 |
| 任何時候停站                             | 任何時候停站                           | 滾球綠地                       |          | 無障礙設施     | 5 只限週末使用MetroCard出站轉乘： 1 （IRT百老匯-第七大道線，南碼頭） N R （BMT百老匯線，白廳街-南碼頭）                    | 史泰登島渡輪，白廳碼頭                                          |
| 布魯克林                                 |                                        |                                |          |                | |                                                                 |
| 東公園道線                               |                                        |                                |          |                | |                                                                 |
| 任何時候停站                             | 任何時候停站                           | 區公所                         |          | ↑              | 5 2 3 （IRT百老匯-第七大道線） N R W （BMT第四大道線）                                                                     | 車站只有北行方向符合ADA標準                                     |
| 任何時候停站                             | 任何時候停站                           | 內文斯街                       |          |                | 2 3 5 |                                                                 |
| 任何時候停站                             | 任何時候停站                           | 大西洋大道-巴克萊中心          |          | 無障礙設施     | 2 3 5 B Q （BMT布萊頓線） D N R W （BMT第四大道線）                                                                        | 長島鐵路大西洋支線，大西洋總站                                  |
| 僅深夜和週末停站                         | 僅深夜和週末停站                       | 卑爾根街                       |          |                | 2 |                                                                 |
| 僅深夜和週末停站                         | 僅深夜和週末停站                       | 大軍廣場                       |          |                | 2 |                                                                 |
| 僅深夜和週末停站                         | 僅深夜和週末停站                       | 東公園道-布魯克林博物館        |          |                | 2 |                                                                 |
| 任何時候停站                             | 任何時候停站                           | 富蘭克林大道-麥德加·艾菲斯學院 |          |                | 2 3 5 S （BMT富蘭克林大道線）                                                                                              |                                                                 |
| 僅深夜和週末停站                         | 僅深夜和週末停站                       | 諾斯特蘭大道                   |          |                | | B44選擇巴士服務                                                 |
| 僅深夜和週末停站                         | 僅深夜和週末停站                       | 京斯頓大道                     |          |                | |                                                                 |
| 任何時候停站                             | 任何時候停站                           | 皇冠高地-猶提卡大道            |          | 無障礙設施     | 2 3 5 | B46選擇巴士服務                                                 |
|                                          |                                        |                                |          |                | |                                                                 |
| 新地段線（深夜、週末及指定繁忙時段列車） |                                        |                                |          |                | |                                                                 |
| 僅繁忙時段的尖峰方向停站（有限度服務）   | 僅深夜和週末停站                       | 蘇特大道-魯特蘭路              |          |                | 2 3 5 | B15巴士往約翰·甘迺迪國際機場                                    |
| 僅繁忙時段的尖峰方向停站（有限度服務）   | 僅深夜和週末停站                       | 沙拉托加大道                   |          |                | 2 3 5 |                                                                 |
| 僅繁忙時段的尖峰方向停站（有限度服務）   | 僅深夜和週末停站                       | 洛克威大道                     |          |                | 2 3 5 |                                                                 |
| 僅繁忙時段的尖峰方向停站（有限度服務）   | 僅深夜和週末停站                       | 朱尼烏斯街                     |          |                | 2 3 5 |                                                                 |
| 僅繁忙時段的尖峰方向停站（有限度服務）   | 僅深夜和週末停站                       | 賓夕法尼亞大道                 |          |                | 2 3 5 |                                                                 |
| 僅繁忙時段的尖峰方向停站（有限度服務）   | 僅深夜和週末停站                       | 凡希克凌大道                   |          |                | 2 3 5 |                                                                 |
| 僅繁忙時段的尖峰方向停站（有限度服務）   | 僅深夜和週末停站                       | 新地段大道                     |          |                | 2 3 5 | B15巴士往約翰·甘迺迪國際機場                                    |

## 備註
1. ↑  .   [2017-11-06]. （原始内容存档于2016-10-16）.
2. 1 2 3 4 5 6 7 8 9 10  . www.erictb.info.   [2016-09-23]. （原始内容存档于2016-03-04）.
3. ↑  . pudl.princeton.edu. Interborough Rapid Transit Company. 1921-12-11  [2016-09-19]. （原始内容存档于2020-06-30）.
4. ↑  . pudl.princeton.edu. Interborough Rapid Transit Company. November 1925  [2016-09-19]. （原始内容存档于2020-06-27）.
5. ↑   (PDF). New York Times. 1946-05-09  [2016-02-21]. （原始内容存档于2023-12-31）.
6. ↑  . New York City Board of Transportation. 1949. hdl:2027/mdp.39015023094926.
7. 1 2  . www.erictb.info.   [2016-02-23]. （原始内容存档于2016-03-04）.
8. ↑   (PDF). New York Times. 1946-12-12  [2016-02-21]. （原始内容存档于2024-01-21）.
9. ↑  . www.thejoekorner.com.   [2016-09-19]. （原始内容存档于2021-04-10）.
10. ↑   (PDF). New York Times. 1950-12-15  [2016-02-22].
11. ↑   (PDF). New York Times. 1952-01-10  [2016-01-25]. （原始内容存档于2024-01-21）.
12. ↑  . www.nycsubway.org.   [2022-07-13]. （原始内容存档于2021-04-15）.
13. ↑  . New York Division Bulletin. December 1979.
14. ↑  . New York Daily News. 1980-01-11  [2018-08-14]. （原始内容存档于2022-01-09）.
15. ↑  . New York Division Bulletin. July 1983.
16. ↑  . New York City Transit. April 2000.
17. ↑   (新闻稿). New York Metropolitan Transportation Authority. 2009-06-04  [2009-06-08]. （原始内容存档于2012-09-16）.
18. ↑  . mta.info. Metropolitan Transportation Authority. 2009-06-10  [2016-09-23]. （原始内容存档于2009-06-10）.
19. ↑  . mta.info. Metropolitan Transportation Authority. 2009-11-22  [2016-09-23]. （原始内容存档于2009-11-22）.
20. ↑   (PDF). mta.info. Metropolitan Transportation Authority: 169–175. 2016-12-12  [2016-12-09]. （原始内容 (PDF)存档于2016-12-10）.
21. ↑  . web.mta.info. Metropolitan Transportation Authority. 2017-06-08  [2018-05-09]. （原始内容存档于2017-08-25）.
22. ↑   (PDF). 大都會運輸署. 2019年9月  [2019-09-22].
23. ↑  . Metropolitan Transportation Authority.   [2017-04-14]. （原始内容存档于2017-09-11）.

## 外部連結
- MTA NYC Transit - MTA - 路線介紹（英文）
- 4號線歷史（英文）
- MTA NYC Transit 4號線時刻表（PDF）（英文）